# Loma de Cabrera (ort)
Loma de Cabrera är en ort i Dominikanska republiken.   Den ligger i provinsen Dajabón, i den västra delen av landet, 200 km nordväst om huvudstaden Santo Domingo. Loma de Cabrera ligger 303 meter över havet och antalet invånare är 6 679.
Terrängen runt Loma de Cabrera är huvudsakligen kuperad, men västerut är den platt. Runt Loma de Cabrera är det ganska tätbefolkat, med 56 invånare per kvadratkilometer. Närmaste större samhälle är Dajabón, 17,1 km nordväst om Loma de Cabrera. Omgivningarna runt Loma de Cabrera är en mosaik av jordbruksmark och naturlig växtlighet.